# Seiko Epson
Seiko Epson Corporation (яп. セイコーエプソン株式会社, Seikō Epuson Kabushiki-gaisha), широко відома як Epson — холдингова компанія групи Epson, що є частиною японського багатогалузевого концерну Seiko Group. Один з найбільших виробників принтерів і картриджів до них; також випускає відеопроєктори, годинники (під торговими марками Seiko і Orient), промислове обладнання та електронні компоненти. Основні виробничі потужності знаходяться в Японії, а також в Індонезії, Малайзії, Філіппінах, Таїланді, Сінгапурі, США, Італії та Великій Британії. Штаб-квартира розташована в місті Сува (Японія).
Група компаній Epson, на чолі з японською корпорацією Seiko Epson, налічує понад 70 000 співробітників, що працюють в 106 компаніях по всьому світу.

## Історія компанії
Біля витоків Seiko Epson Corporation стоять кілька японських компаній з виробництва годинників. Найстаріша з них була заснована Кінтаро Хатторі в 1881 році в місті Сува префектури Наґано, Японія. Спочатку ця компанія займалася продажем годинників, однак через певний час Кінтаро Хатторі вирішив почати власне виробництво. Нова діяльність вимагала нового імені, тому в 1892 році була організована фабрика Seikosha, яка спочатку випускала тільки настінні годинники, однак незабаром було налагоджено виробництво ще й настільних і кишенькових годинників, а також годинників з будильником. Значну роль у діяльності годинникових компаній Японії грав китайський ринок, на який у 1912 році припадало 70 % експорту японських годинників, тому перше закордонне представництво Seikosha було відкрито в 1913 році в Шанхаї. У 1924 році вперше на циферблаті годинника з'являється торгова марка Seiko (в перекладі з японської означає — точний). У 1930 році компанія почала виробництво деталей до фотоапаратів.
У 1934 році Кінтаро помер і компанію очолив його син Гензо Хатторі. Під його керівництвом компанія почала займатися маркетингом годинників дрібних виробників: до 1936 року з 3,5 млн вироблених в Японії годинників 2 млн реалізовувалися через компанію Хатторі. Під час Другої світової війни виробництво годинників різко скоротилося (до 20 тисяч в 1945 році), натомість великим попитом користувалася така продукція, як годинникові механізми для мін уповільненої дії і боєприпаси. Лише до 1953 року виробництво досягло довоєнного рівня, на компанію Хатторі припадало більше половини продажів японських годинників. До кінця 1950-х років було налагоджено конвеєрне виробництво годинників та їх експорт в США та інші країни.
У 1942 році була заснована ще одна компанія годинників — Daiwa Kogyo Ltd. У 1959 році вона злилася із заводом годинникової компанії Daini Seikosha Co., Ltd. в Суві в компанію під назвою Suwa Seikosha Co., Ltd. Поступово ця компанія набувала все більшої самостійності від компанії Хатторі.

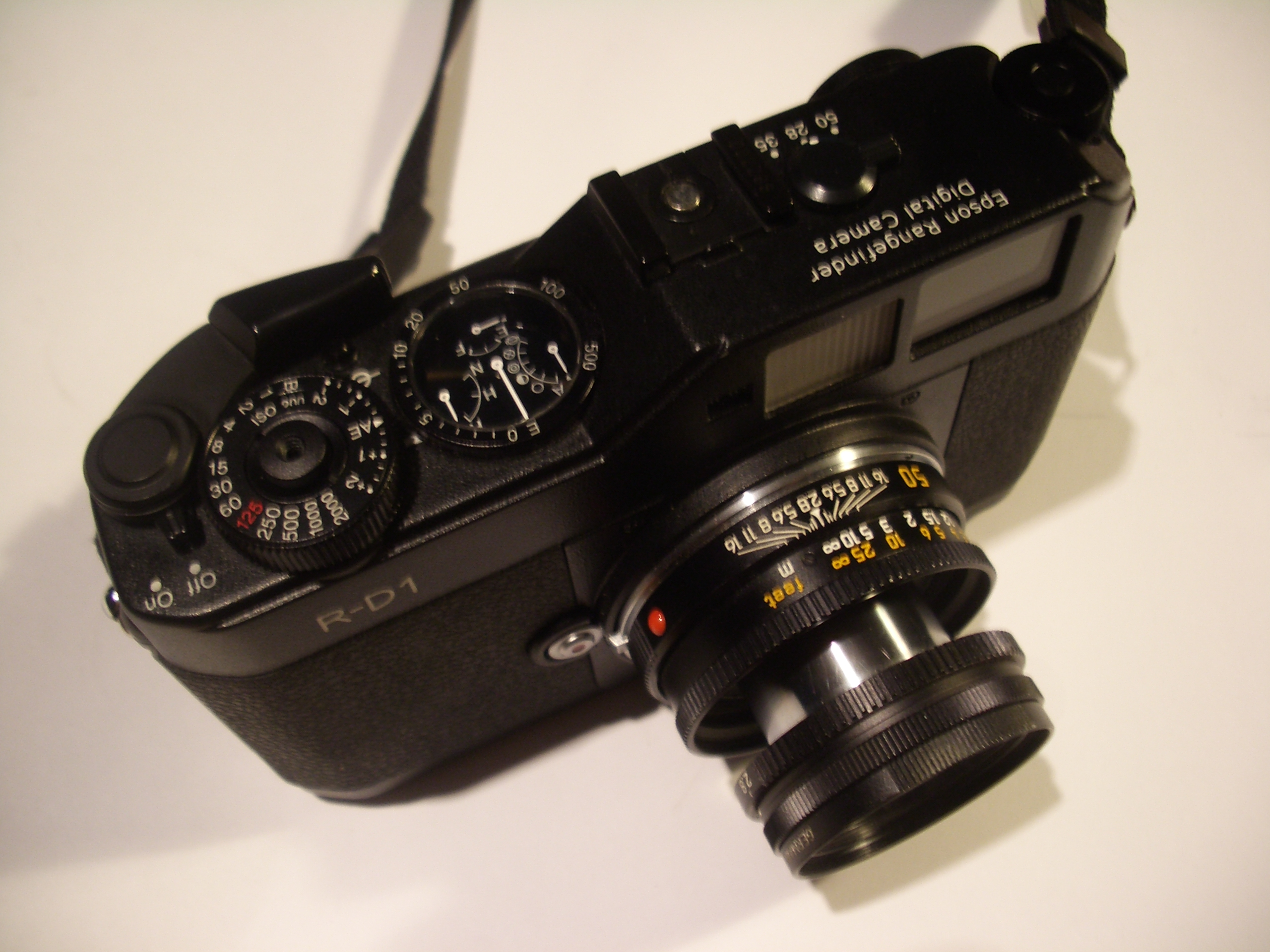
Фотоапарат Epson R-D1

Для просування продукції компанії на міжнародний ринок Suwa Seikosha застосовувала як рекламу спонсорство різних спортивних заходів (до 150 щорічно). У 1962 році Suwa Seikosha Co., Ltd. отримала замовлення на виготовлення таймерів для майбутньої Олімпіади в Токіо 1964 року та була обрана офіційним контролером часу. Тоді ж була створена дочірня компанія Shinshu Seiki для виготовлення запчастин до згаданих таймерів. Компактні настільні кварцові годинники Crystal Chronometer 951 і спеціальний хронометр з вбудованим принтером, який не тільки фіксував, а й роздруковував результати змагань, зіграли важливу роль на цьому заході.
Надихнувшись «олімпійським» успіхом, компанія вирішила спробувати себе в абсолютно новому напрямку — виробництво друкувальних пристроїв. У вересні 1968 року розпочинається масове виробництво EP-101 — першого в світі мініпринтера. Він важив всього 2,5 кг, в той час як більшість принтерів в 60-ті роки важили близько 30 кг. EP-101 відразу ж привернув увагу виробників електронних настільних калькуляторів і лічильних машин, чия продукція в кінці 1960-х набувала все більшої популярності, і з якими EP-101 був повністю сумісний. За рахунок додавання до буквеного позначення моделі EP англійського слова SON (син) було отримано назву торгової марки Epson, під якою з 1975 року почали випускатися всі принтери, комп'ютери та інша електроніка.
У 1968 році був відкритий перший завод компанії поза Японією — Tenryu (Сінгапур). У 1969 році Seiko створила перший в світі наручний годинник на базі кварцового механізму — Quartz 355Q. У 1971 році компанія налагодила власне виробництво мікросхем для кварцових годинників. У 1973 році з'являються у продажу Seiko Quartz 06LC — цифрові кварцові годинники з LCD екраном. У 1975 році було створена дочірня компанія Epson America, Inc. для організації продажів у США.
У 1977 році було розпочато виробництво EX-1, офісного комп'ютера для бухгалтерських фірм, в наступному році — TX-80, першого матричного принтера від Epson, а в 1980 році запущений MX-80, принтер для комп'ютера, який став хітом сезону (особливо в США). У 1981 році компанією був розроблений модуль автоматичної проставляння дати для фотоапаратів.
У 1982 році компанія випустила HX-20 — перший в світі портативний комп'ютер. Цей комп'ютер розміром з аркуш формату А4 стає прототипом сучасних ноутбуків. В цьому ж році починається випуск DXA002 — першого в світі годинника з вбудованим телевізором. Наступного року було покладено початок новому напрямку діяльності — виробництва промислових роботів. 1984 рік був відзначений першим в світі портативним кольоровим телевізором ET-10 і першим струменевим принтером компанії (SQ-2000). Однак, незважаючи на ці досягнення, початок 1980-х років став складним періодом для всієї групи Seiko, що було викликано як зростанням курсу єни (і зниженням конкурентоспроможності на світовому ринку), так і зростанням конкуренції на домашньому ринку. У 1985 році в ході реорганізації була сформована холдингова компанія Seiko Epson Corporation, яка очолила групу компаній з виробництва офісної техніки.
Кінець 1980-х років стає переломним моментом в діяльності компанії. У 1988-89 роках були створені відразу дві ключові технології, які донині успішно працюють в техніці Epson і не тільки. Технологія струменевого друку Epson Micro Piezo забезпечила струменевим принтерам Epson потужну конкурентну перевагу: високу надійність друкуючої голівки, а також поєднання видатної якості зі швидкістю друку завдяки точному позиціонуванню краплі. Перший струменевий принтер на технології Epson Micro Piezo — Epson Stylus 800 (1993) в жовтні 1998 року стає першим кольоровим принтером, який летить в космос на космічному кораблі Discovery. Технологія Epson Micro Piezo і до цього дня використовується в усіх друкованих пристроях компанії. Другою віхою кінця 80-х стала розробка проєкторної технології Epson 3LCD. У 1989 році на ринок був представлений VPJ-700 — перший в світі 3LCD-відеопроєктор Epson VPJ-700. Ще двома новинками кінця 1980-х років стали наручні кварцові годинники з автопідзарядкою і перший в світі кольоровий дисплей для відеокамер.
У 1990 році була створена європейська регіональна штаб-квартира в Амстердамі. У 1993 році був створений Monsieur — найменший в світі робот, якого було зареєстровано в Книзі Рекордів Гіннеса. Також в цьому році було розпочато випуск LCD-дисплеїв з вбудованими мікросхемами.
У 1996 році компанією Epson був створений перший струменевий шестикольоровий фотопринтер Epson Stylus Photo. У 1997 році був представлений перший в світі програмований кварцовий резонатор з вбудованою мікросхемою. У 1998 році Seiko Group була обрана в якості офіційного контролера часу на Олімпійських Іграх в Нагано. Також в 1998 році був запущений у продаж перший кольоровий лазерний принтер Epson EPL С8000 і перший багатофункціональний пристрій компанії TM-H5000. Ще однією подією 1998 року стало відкриття регіональної штаб-квартири в КНР в Пекіні. У 2000 році був створений перший широкоформатний струменевий принтер Epson Stylus Pro 9500.
У червні 2001 року спільно з IBM створена компанія Yasu Semiconductor Corporation, виробник передових логічних інтегральних схем. У жовтні 2001 року почався продаж струменевого принтера Epson Stylus Photo 950/960 (PM-950C в Японії), який пропонує «найвищу роздільну здатність у світі» (2880 dpi).
У квітні 2002 року компанія Epson розробляє дисплей Crystal Fine для використання в мобільних телефонах 4-го покоління, з високою якістю зображення (sRGB) і роздільною здатністю (200 dpi). У 2002 році компанія Epson отримує нагороду за інновації від IEEE (Institute of Electrical and Electronics Engineers).
У 2003 році компанія розробляє прототип мікроробота Monsieur II-P з ультратонким надзвуковим мотором і бездротовою технологією Bluetooth. З червня 2003 року акції компанії Epson почали котируватися на Токійській фондовій біржі.
У 2006 році компанія випустила перший пилозахищений проєктор для роботи в особливо складних умовах задимлення і пилу.
У 2008 році був створений найекономніший на той момент струменевий бізнес-принтер Epson Stylus B-500. У жовтні 2008 року компанія випустила перший широкоформатний екосольвентний принтер Epson Stylus Pro GS6000. Завдяки інноваційним восьмикольоровим екосольвентним чорнилам Epson UltraChrome GS принтер можна експлуатувати в приміщенні без спеціальної вентиляції, а надруковані матеріали можна використовувати всередині приміщень, що істотно відрізняє даний пристрій від інших сольвентних принтерів.
Президентом компанії з 2008 року стає Мінору Усуї, розробник технології Epson Micro Piezo, який отримав за її створення престижну нагороду Перкина (Perkin Medal) за досягнення в розвитку кольорових технологій.
У 2009 році було завершено поглинання великого японського виробника годинників Orient Watch Co., Ltd. (Seiko Epson Corporation була власником її контрольного пакета акцій з 2001 року).
У 2010 році компанія Epson представила свій перший ультракороткофокусний проєктор, а також перший в світі ультракороткофокусний інтерактивний проєктор, який здатний створювати інтерактивний простір абсолютно на будь-який світлій поверхні. У 2012 році компанія Epson випустила нове покоління інтерактивних проєкторів — з двома стилусами для одночасної роботи відразу двох людей.
У 2011 році компанія представила перші в світі струменеві пристрої з вбудованою системою подачі чорнила принтер Epson L100 і принтер Epson L800, а також БФП Epson L200. Пристрої відрізняються сенсаційно низькою собівартістю друку і високою якістю друку. В кінці 2011 року компанія представила свої перші широкоформатні офісні БФП для малого бізнесу: Epson WorkForce WF-7515 і Epson WorkForce WF-7525.
На початку 2012 року компанія Epson представила свої перші 3LCD 3D-проєктори для домашнього кінотеатру з максимально високою яскравістю (на момент виходу проєкторів), а також перший i-проєктор з док-станцією Apple Epson MG850HD з можливістю трансляції відео і фотоматеріалів з iPhone, iPad, iPod. У червні 2012 року компанія Epson представила свої перші проєктори потужністю 10 000 Лм.

## Керівництво
- Мінору Усуї — президент Seiko Epson з 2008 року, в компанію прийшов в 1979 році, відразу після закінчення Токійського університету.
- Сігекі Інуе — головний виконавчий директор з 2016 року, в компанії також з 1979 року.

## Діяльність
Корпорація Seiko Epson складається з чотирьох підрозділів:
- Устаткування для друку (''Printing Solution'') — виробництво та реалізація принтерів, сканерів, багатофункціональних пристроїв та друкарського устаткування; оборот в 2017-18 фінансовому році склав ¥ 737 млрд ($ 6,9 млрд), до цього підрозділу відносяться більше 48 тисяч співробітників.
- Відеообладнання ('Visual Communication'') — виробництво та реалізація відеопроєкторів з матрицями на рідких кристалах; оборот підрозділу — ¥ 199 млрд ($ 1,9 млрд), кількість співробітників — 11,5 тисяч.
- Годинники і компоненти (''Wearable and Industrial Products'') — виробництво та реалізація годинників і подібних пристроїв (датчиків для застосування в медицині і спорті), промислових роботів, а також напівпровідникових та інших компонентів для промисловості (кварцових резонаторів, мікросхем, порошків металів, використовуваних при виробництві електронних компонентів); оборот підрозділу — ¥ 167 млрд ($ 1,6 млрд), кількість співробітників — майже 13 тисяч.
- Інше — включає діяльність дочірніх компаній, які обслуговують Epson Group; оборот цього підрозділу склав ¥ 936 млн ($ 8,8 млн), в ньому задіяно 348 людей.

Витрати на науково-дослідницьку діяльність в 2017-18 фінансовому році склали ¥ 50,3 млрд ($ 475 млн).
| Рік             | 2001  | 2002   | 2003  | 2004  | 2005  | 2006   | 2007   | 2008  | 2009   | 2010   | 2011  | 2012  | 2013   | 2014  | 2015  | 2016   | 2017  | 2018  |
| --------------- | ----- | ------ | ----- | ----- | ----- | ------ | ------ | ----- | ------ | ------ | ----- | ----- | ------ | ----- | ----- | ------ | ----- | ----- |
| Оборот          | 1340  | 1274   | 1322  | 1413  | 1480  | 1550   | 1416   | 1348  | 1122   | 985,4  | 973,7 | 878,0 | 851,3  | 1008  | 1086  | 1092   | 1025  | 1102  |
| Чистий прибуток | 37,03 | -18,43 | 12,51 | 38,03 | 55,69 | -17,92 | -7,094 | 19,09 | -111,3 | -19,79 | 10,24 | 5,032 | -10,09 | 120,5 | 145,5 | -1,469 | 55,98 | 41,58 |
| Активи          |       | 1241   | 1196  | 1206  | 1298  | 1325   | 1284   | 1139  | 917,3  | 870,1  | 798,2 | 740,8 | 778,5  | 908,9 | 1006  | 941,3  | 974,4 | 1033  |
| Власний капітал |       | 280,3  | 281,3 | 414,4 | 472,9 | 474,5  | 494,3  | 471,4 | 318,6  | 282,9  | 270,8 | 248,1 | 258,8  | 362,4 | 494,3 | 467,8  | 492,2 | 512,7 |

## Дочірні компанії
Основні дочірні компанії на 2018 рік:
- Epson Sales Japan Corporation (Токіо, Японія, 100 %, реалізація продукції)
- Epson Direct Corporation (Наґано, Японія, 100 %, реалізація продукції)
- Miyazaki Epson Corporation (Міядзакі, Японія, 100 %, виробництво кристалічних пристроїв)
- Tohoku Epson Corporation (Ямагата, Японія, 100 %, виробництво деталей до принтерів і напівпровідникових деталей, фінансування, 2 тисячі співробітників)
- Akita Epson Corporation (Акіта, Японія, 100 %, виробництво деталей до принтерів, годинникових механізмів, фінансування, 1239 співробітників)
- Epson Atmix Corporation (Аоморі, Японія, 100 %, виробництво і продаж порошкових металів, 276 співробітників)
- U.S. Epson, Inc. (Лонг-Біч, США, 100 %, холдингова компанія в США)
- Epson America, Inc. (Лонг-Біч, США, 100 %, регіональна штаб-квартира, реалізація продукції)
- Epson Electronics America, Inc. (Сан-Хосе, США, 100 %, реалізація продукції)
- Epson Portland Inc. (Портленд, США, 100 %, виробництво витратних матеріалів до принтерів)
- Epson Europe B.V. (Амстердам, Нідерланди, 100 %, регіональна штаб-квартира, реалізація продукції)
- Epson (U.K.) Ltd. (Хемел-Хемпстед, Велика Британія, 100 %, реалізація продукції)
- Epson Deutschland GmbH (Дюссельдорф, Німеччина, 100 %, реалізація продукції)
- Epson Europe Electronics GmbH (Мюнхен, Німеччина, 100 %, реалізація продукції)
- Epson France S.A.S. (Леваллуа-Перре, Франція, 100 %, реалізація продукції)
- Epson Italia S.p.A. (Мілан, Італія, 100 %, реалізація продукції)
- For.Tex S.r.l. (Комо, Італія, 100 %, реалізація продукції)
- Epson Iberica, S.A.U. (Серданьола-дель-Вальєс, Іспанія, 100 %, реалізація продукції)
- Epson Telford Ltd. (Телфорд, Велика Британія, 100 %, виробництво витратних матеріалів до принтерів)
- Fratelli Robustelli S.r.l. (Комо, Італія, 100 %, виробництво принтерів)
- Epson (China) Co., Ltd. (Пекін, КНР, 100 %, регіональна штаб-квартира, реалізація продукції)
- Epson Singapore Pte. Ltd. (Сінгапур, 100 %, регіональна штаб-квартира, реалізація продукції)
- Epson Korea Co., Ltd. (Сеул, Корея, 100 %, реалізація продукції)
- Epson Hong Kong Ltd. (Гонконг, 100 %, реалізація продукції)
- Epson Taiwan Technology & Trading Ltd. (Тайбей, Китайська Республіка, 100 %, реалізація продукції)
- P.T. Epson Indonesia (Джакарта, Індонезія, 100 %, реалізація продукції)
- Epson (Thailand) Co., Ltd. (Бангкок, Таїланд, 100 %, реалізація продукції)
- Epson Philippines Corporation (Пасиг, Філіппіни, 100 %, реалізація продукції)
- Epson Australia Pty. Ltd. (Норт-Райд, Австралія, 100 %, реалізація продукції)
- Epson India Pvt. Ltd. (Банґалор, Індія, 100 %, реалізація продукції)
- Epson Precision (Hong Kong) Ltd. (Гонконг, 100 %, розподіл комплектуючих)
- Epson Engineering (Shenzhen) Ltd. (Шеньчжень, КНР, 100 %, виробництво принтерів, проєкторів і автоматів, 8,6 тисяч співробітників)
- Epson Precision (Shenzhen) Ltd. (Шеньчжень, КНР, 100 %, виробництво годинників)
- Orient Watch (Shenzhen) Ltd. (Шеньчжень, КНР, 100 %, виробництво годинників)
- Tianjin Epson Co., Ltd. (Тяньцзінь, КНР, 80 %, виробництво витратних матеріалів до принтерів)
- Singapore Epson Industrial Pte. Ltd. (Сінгапур, 100 %, виробництво напівпровідникових деталей, 764 співробітника)
- P.T. Epson Batam (Батам, Індонезія, 100 %, виробництво витратних матеріалів для принтерів, 3 тисячі співробітників)
- P.T. Indonesia Epson Industry (Бекас, Індонезія, 100 %, виробництво принтерів, 11 тисяч співробітників)
- Epson Precision (Thailand) Ltd. (Чаченгсау, Таїланд, 100 %, виробництво кристалічних пристроїв, 1324 співробітника)
- Epson Precision (Philippines), Inc. (Ліпа, Філіппіни, 100 %, виробництво принтерів і проєкторів, 15,5 тисяч співробітників)
- Epson Precision Malaysia Sdn. Bhd. (Куала-Лумпур, Малайзія, 100 %, виробництво кристалічних пристроїв, 1373 співробітники)
- Epson Precision (Johor) Sdn. Bhd. (Джохор, Малайзія, 100 %, виробництво деталей годинників)

## Акціонери
Найбільші акціонери корпорації станом на 2018 рік:
- The Master Trust Bank of Japan, Ltd — 13,91 %
- Japan Trustee Services Bank, Ltd — 7,26 %
- Sanko Kigyo Kabushiki Kaisha — 5,67 %
- Seiko Holdings Corporation — 3,40 %
- Yasuo Hattori — 3,38 %
- Noboru Hattori — 3,17 %
- The Dai-ichi Life Insurance Company, Ltd. — 2,47 %
- Mizuho Trust & Banking Co., Ltd. — 2,31 %
- Seiko Epson Corporation Employees’ Shareholding Association — 2,05 %
- Trust & Custody Services Bank, Ltd — 1,79 %

## Epson в Україні
Компанія Epson здійснює діяльність на території України, Росії, Білорусі та інших країн колишнього СРСР з липня 1990 року.
Київське представництво відкрилося в липні 2005. До цього моменту діяльність на території України здійснювалася через московське представництво.
Основними функціями київського представництва є маркетингова підтримка діяльності компанії Epson. Крім того, представництво надає інформаційну та технічну підтримку продукції, виробленої компанією.